# Großreuth hinter der Veste

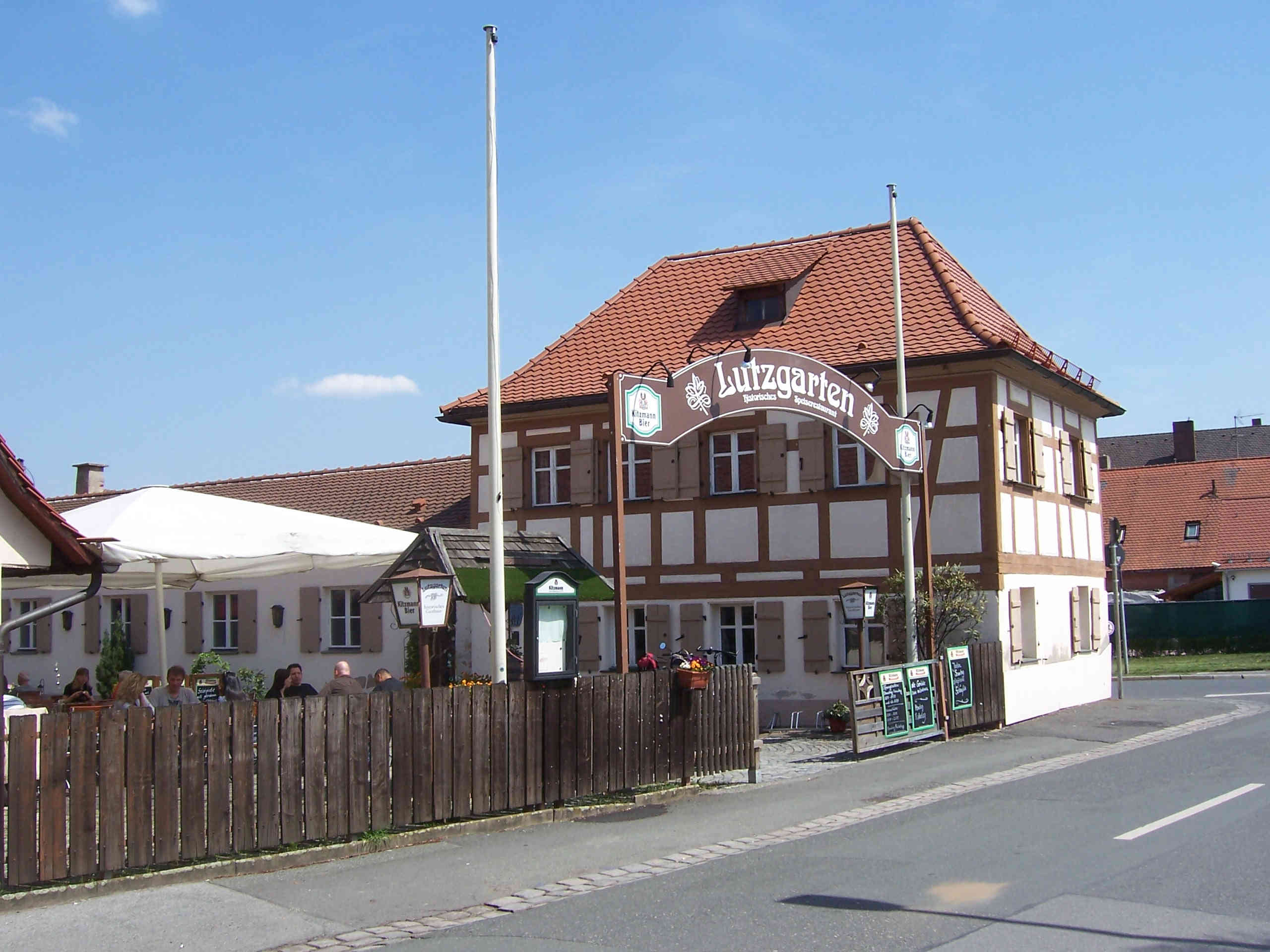
Lutzgarten

Das ehemalige Dorf Großreuth hinter der Veste, auch Großenreuth, ist seit 1899 ein Stadtteil der kreisfreien Stadt Nürnberg (Statistischer Stadtteil 8 – Nordöstliche Außenstadt).

## Geographie
Großreuth liegt im Norden des Stadtgebiets zwischen Volkspark Marienberg und der Ringstraße. Nachbarstadtteile sind Kleinreuth hinter der Veste, Maxfeld und Gärten hinter der Veste.

## Struktur
Auch wenn Großreuth heute durch den Verkehr auf der Kilianstraße beeinträchtigt wird und auf verschiedene statistische Bezirke aufgeteilt ist, so sind doch noch immer dörfliche Strukturen zu erkennen. Bauern- und Gasthäuser aus Sandsteinquadern, die in der Substanz bis ins frühe 18. Jahrhundert zurückreichen, sind entlang der Großreuther Straße in zumeist gut restauriertem Zustand anzutreffen. Hervorzuheben ist das Landgasthaus „Zum Lutzgarten“.
Das nördlich hinter den Häusern gelegene Land wird der Tradition folgend für den Gemüseanbau genutzt sowie von Kleingärtnern als Vereinsgelände.
Südlich des alten Dorfkernes verläuft längs in Ost-West-Richtung die Kilianstraße, die von Gewerbebauten der 1970er bis 1990er Jahre gesäumt ist.

## Geschichte
Das Dorf geht auf eine Rodung der Reichsstadt Nürnberg aus dem 11. oder 12. Jahrhundert für einen königlichen Wirtschaftshof zurück und wurde 1375 als „von der grozzen Rewt“ erstmals urkundlich erwähnt. Im Ersten und Zweiten Markgrafenkrieg sowie dem Dreißigjährigen Krieg wurde der Ort zerstört und anschließend jedes Mal wieder aufgebaut.
Gegen Ende des 18. Jahrhunderts bestand Großreuth hinter der Veste aus 30 Anwesen. Das Hochgericht übte die Reichsstadt Nürnberg aus, was aber vom brandenburg-bayreuthischen Oberamt Baiersdorf bestritten wurde. Die Dorf- und Gemeindeherrschaft hatte das Landpflegamt Nürnberg. Grundherren waren die Reichsstadt Nürnberg: Landesalmosenamt (2 Halbhöfe, 1 Viertelhof, 1 Gut), Pfinzing-Stiftung (3 Güter); die Nürnberger Eigenherren von Fürer (2 Gütlein), von Grundherr (1 Gütlein), von Haller (1 Gut), von Imhoff (1 Wirtshaus), von Kreß (4 Güter), Burkhard von Löffelholzscher Familienfideikommiss (2 Gütlein), von Peller (2 Gütlein), von Pömer (4 Güter, davon 2 gemeinsam mit v.Löffelholz), von Tucher (2 Güter), von Volckamer (2 Güter), von Welser (1 Gütlein). Das Hirtenhaus unterstand der Gemeinde.
1796 kam Großreuth hinter der Veste an Preußen und wurde vom Justiz- und Kammeramt Erlangen verwaltet, 1810 kam es an Bayern. Im Rahmen des Gemeindeedikts wurde 1813 der Steuerdistrikt Großreuth hinter der Veste gebildet. Zu diesem gehörten Herrnhütte, Kleinreuth, Neuhaus, Thon und Ziegelstein. Im selben Jahr entstanden die Ruralgemeinden Großreuth hinter der Veste und Thon. Zu Großreuth gehörten Herrnhütte, Kleinreuth, Neuhaus und Ziegelstein. Mit dem Zweiten Gemeindeedikt (1818) wurden drei Ruralgemeinden gebildet:
- Großreuth,
- Kleinreuth mit Neuhaus,
- Ziegelstein mit Herrnhütte.

Die Gemeinde Großreuth war in Verwaltung und Gerichtsbarkeit dem Landgericht Erlangen zugeordnet und in der Finanzverwaltung dem Rentamt Erlangen. In der freiwilligen Gerichtsbarkeit unterstanden 7 Anwesen von 1823 bis 1835 dem Patrimonialgericht (PG) Boxdorf, 2 Anwesen von 1820 bis 1838 dem PG Bubenreuth, 1 Anwesen von 1822 bis 1840 dem PG Buch, 2 Anwesen von 1822 bis 1836 dem PG Haimendorf, 3 Anwesen von 1822 bis 1835 dem PG Lohe und Behringersdorf, 1 Anwesen von 1823 bis 1835 dem PG Nemsdorf, 2 Anwesen von 1820 bis 1835 dem PG Schoppershof und 2 Anwesen von 1821 bis 1835 dem PG Steinach. Ab 1826 wurde Großreuth hinter der Veste dem Landgericht Nürnberg (1879 in Amtsgericht Nürnberg umbenannt) und dem Rentamt Nürnberg überwiesen (1919 in Finanzamt Nürnberg umbenannt). Ab 1862 gehörte Großreuth zum Bezirksamt Nürnberg. Die Gemeinde hatte 1888 eine Gebietsfläche von 3,735 km².
Im Lutz’schen Kaffeehaus (heute Lutzgarten) traf sich von 1830 bis 1933 die Morgengesellschaft.
Am 1. Januar 1899 wurde Großreuth hinter der Veste in die Stadt Nürnberg eingegliedert.

### Baudenkmäler
- Gasthaus Zum Lutzgarten
- Wohnhäuser
- Ehemalige Bauernhofanlagen

### Einwohnerentwicklung
| Jahr      | 1818   | 1840   | 1852   | 1855   | 1861   | 1867   | 1871   | 1875   | 1880   | 1885  | 1890   | 1895   | 1900   |
| Einwohner | 194    | 224    | 253    | 235    | 249    | 274    | 302    | 855    | 1347   | 1435  | 1384   | 1363   | 2014   |
| Häuser    | 38     | 43     |        |        |        |        | 49     |        |        | 121   |        |        | 153    |
| Quelle    | [ 10 ] | [ 11 ] | [ 12 ] | [ 12 ] | [ 13 ] | [ 12 ] | [ 14 ] | [ 12 ] | [ 12 ] | [ 7 ] | [ 12 ] | [ 12 ] | [ 15 ] |

## Religion
Der Ort ist seit der Reformation evangelisch-lutherisch geprägt und war ursprünglich nach St. Sebald gepfarrt, später nach St. Johannis und aktuell nach St. Matthäus. Die Einwohner römisch-katholischer Konfession sind nach St. Martin gepfarrt.

## Verkehr
Großreuth wird durch die Kilianstraße, die Anschluss an die Bundesstraßen 2 und 4 bietet und die Stadtbuslinie 46 erschlossen.
Durch Großreuth verläuft der Fränkische Marienweg.